# Langebæk
Langebæk – miasto w Danii, w regionie Zelandia, w gminie Vordingborg.